# Charles-Marie Simon
 Charles-Marie Simon, né à Machault (Ardennes) en 1782 et mort à Reims le 9 février 1830, est un médecin français. 

## Biographie
Il fut docteur en médecine de la Faculté de Paris, professeur à l’École secondaire de médecine de Reims, officier de l’Université, chirurgien en chef adjoint de l’Hôtel-Dieu de Reims
Il soutient, en 1809 à Paris, sa thèse « Dissertation sur l'Hématémèse ».
Bienfaiteur des hospices, il légua une somme de 40.000 francs, affectée à la construction d’un asile pour les aliéné. 
Il mourut célibataire et repose au cimetière du Nord de Reims.

### Hommage
Son nom a été donné à la rue ou étaient établis au n° 51, l’école de médecine et pharmacie, dirigée en 1910 par le docteur Jean-Baptiste Langlet (qui fut maire de Reims de 1908 à 1919) et au n° 53, l’hôpital civil (devenu aujourd’hui le musée Saint-Remi), rue Simon.